# Períclasi
La períclasi és un mineral de la classe dels òxids, que pertany al grup de la períclasi. Anomenada així per Arcangelo Scacchi el 1841, (del grec περικλάω), perquè es trenca el seu voltant, en al·lusió a l'escissió. És un mineral d'òxid de magnesi rar.

## Classificació
La períclasi es troba classificada en el grup 4.AB.25 segons la classificació de Nickel-Strunz (4 per a Òxids (hidròxids, V [5,6] vanadats, arsenits, antimonurs, bismutits, sulfits, selenits, telurits, iodats); A per a Metall: Oxigen= 2:1 i 1:1 i B per a M:O = 1:1 (i fins a 1:1,25); amb només cations petits a mitjans; el nombre 25 correspon a la posició del mineral dins del grup). En la classificació de Dana el mineral es troba al grup 4.2.1.1 (4 per a òxids simples i 2 per a AX; 1 i 1 corresponen a la posició del mineral dins del grup).

## Característiques
La períclasi és un òxid de fórmula química MgO. Cristal·litza en el sistema isomètric. La seva duresa a l'escala de Mohs és 5,5. La morfologia sovint octaèdrica, amb menys freqüència cub-octaèdrics o cúbica, rares vegades dodecaedre. En general, els grans irregulars o arrodonits.

## Formació i jaciments
Es troba generalment com un component de calcàries dolomítiques metamorfosades. Es pot hidratar i alterar a brucita i altres minerals de magnesi, com magnesita, per l'acció de la humitat en condicions atmosfèriques normals. S'ha descrit en xenòlits de pedra calcària alterats en el volcà Monte Somma. S'ha descrit a Amèrica del Nord, Àfrica, Europa i Àsia.